# Tifa Lockhart
Tifa Lockhart (jap. ティファ・ロックハート Tifa Rokkuhāto) – fikcyjna postać z gry jRPG Final Fantasy VII.

## Biografia (FFVII)
Urodziła się w Nibelheim, gdzie dorastała wraz z Cloudem. Jej matka zmarła, gdy Tifa miała 8 lat. Wierząc, że duch matki opuścił miasto i podążył w kierunku gór, Tifa postanowiła podążyć jego śladem, idąc ścieżką w górę Nibel. Przyjaciele towarzyszący jej podczas podróży postanowili zawrócić. Nieświadoma obecności Clouda, który obserwował ją z ukrycia dotarła do drewnianego wiszącego mostu, który zarwał się pod jej ciężarem. Cloud próbował ją ratować, jednak oboje spadli w przepaść.
Tifa zapadła na tydzień w śpiączkę. Jej ojciec obwiniał Clouda za wypadek, sam Cloud uważał, że zajście było jego winą, gdyż był zbyt słaby żeby jej pomóc. Sześć lat później Tifa spotkała się z Cloudem przy studni w centrum miasta. Wyznał jej, że zamierza wstąpić do organizacji wojskowej SOLDIER i przenieść się do Midgar. Jak się później okazało, kierował się chęcią zaimponowania Tifie jednak ona czuła się rozczarowana. Przyrzekli sobie, że jeżeli Cloud osiągnie swoje marzenia przyjdzie jej na ratunek w przypadku kłopotów.
Po jego wyjeździe Tifa popadła w melancholię, zastanawiając się czy Cloud osiągnął swoje marzenia. Czytała gazety licząc, że znajdzie o nim jakiś artykuł. W wieku 15 lat została przewodnikiem po Nibelheim dla grupy żołnierzy z organizacji SOLDIER, którzy przeprowadzali inspekcję reaktora Mako na górze Nibel. W grupie znajdowali się Sephiroth, Zack oraz dwóch szeregowców. Cloud był jednym z nich, jednak nie ujawnił się (Tifa nie rozpoznała go w uniformie). Po inspekcji reaktora, Sephiroth udał się do piwnicy posiadłości Shinra, gdzie czytał notatki prowadzone przez profesorów Gasta oraz Hojo. W wyniku zdobycia pewnych informacji wpadł w furię, podpalił Nibelheim i wymordował mieszkańców.
Kiedy miasto trawił ogień, Tifa podążyła za nim z powrotem do reaktora i była świadkiem morderstwa jej ojca. W furii próbowała zabić Sephirota jego własną bronią jednak bezskutecznie. Cloud znalazł ją ranną i nieprzytomną we wnętrzu reaktora wraz z rannym Zackiem. Używając jego miecza, Cloud ranił Sephirotha. Zangan, instruktor sztuk walki i nauczyciel Tify wyniósł ją z reaktora i szukając pomocy medycznej wywiózł ją do Midgar, gdzie pozostawił ją pod opieką lekarza, po czym powrócił do swoich podróży po świecie.
Gdy bohaterka doszła do siebie, ulokowała się w siódmym sektorze Midgaru i założyła bar "7th Heaven" (Siódme Niebo). Wkrótce spotkała Barreta Wallace'a, lidera grupy oporu AVALANCHE, która miała zatargi z organizacją SHINRA. Tifa dołączyła do nich chcąc pomścić wydarzenia z Nibelheim. Wtedy pewnego dnia znalazła na stacji pociągów w pół przytomnego Clouda i zabrała go do bazy grupy AVALANCHE.

## Design
- Tifa nie pojawiała się we wczesnych planach do gry.
- Oryginalnie ubrania Tify były czerwone, zmieniono je w fazie produkcji. Czerwony strój widoczny jest w grze Ehrgeiz.
- W oryginalnych japońskich materiałach Squaresoftu jej nazwisko brzmi Lockhart, ale w angielskiej instrukcji obsługi gry tłumaczonej przez Sony Computer Entertainment dodano do nazwiska "e". Niektórzy uważają, że imię Tify pochodzi od słowa "Tiphereth" z języka hebrajskiego (oznacza "litość") inni twierdzą, że to po prostu skrót od Tiffany.
- W każdym z odcinków serii Compilation of Final Fantasy VII oraz w każdym filmie z Final Fantasy w tytule Tifa wygląda inaczej.

## Inne produkcje
- Final Fantasy VII: Advent Children (film)
- Dirge of Cerberus: Final Fantasy VII
- Ehrgeiz
- Kingdom Hearts II
- Last Order: Final Fantasy VII (film)